# Dechantsbirne aus Alençon

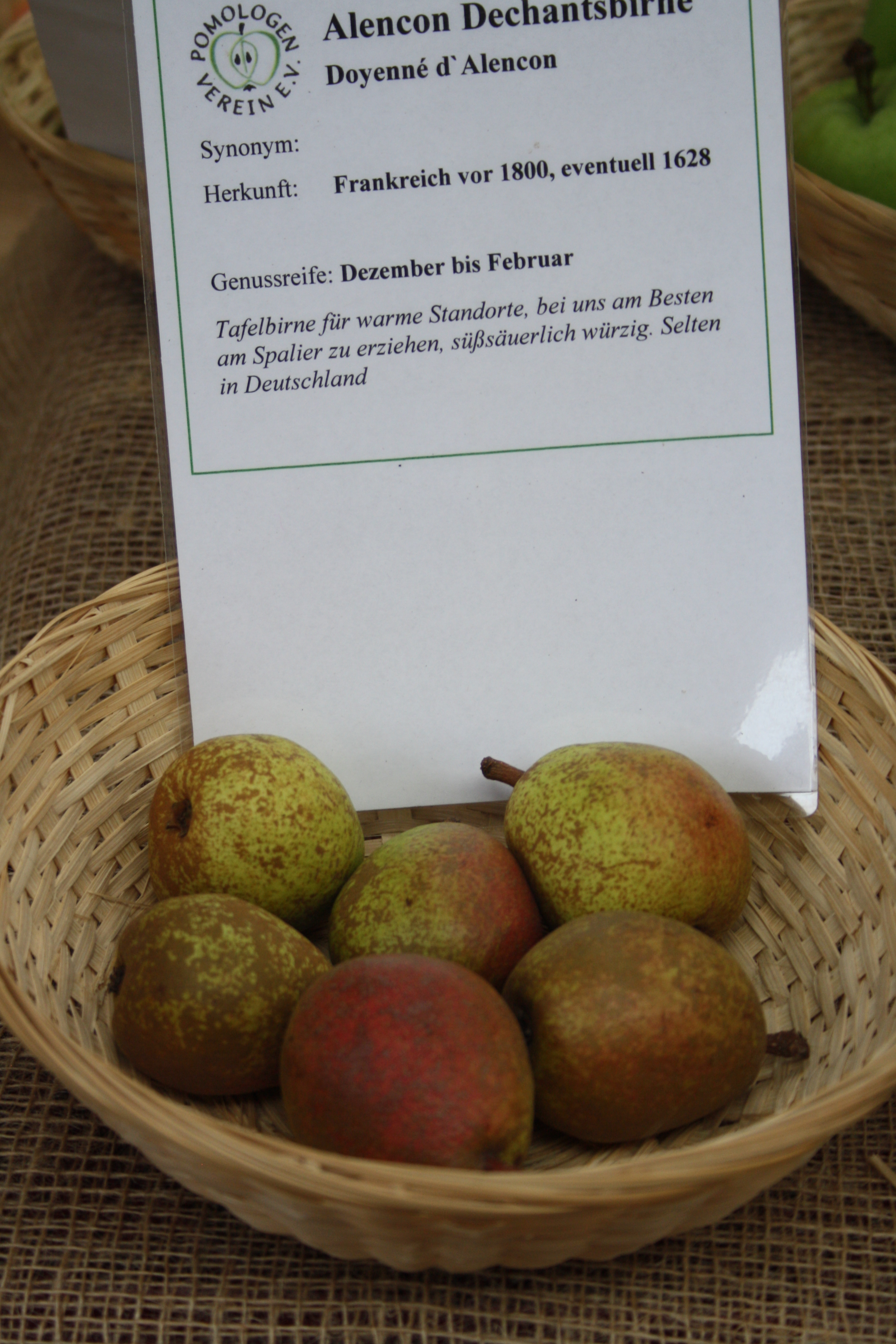

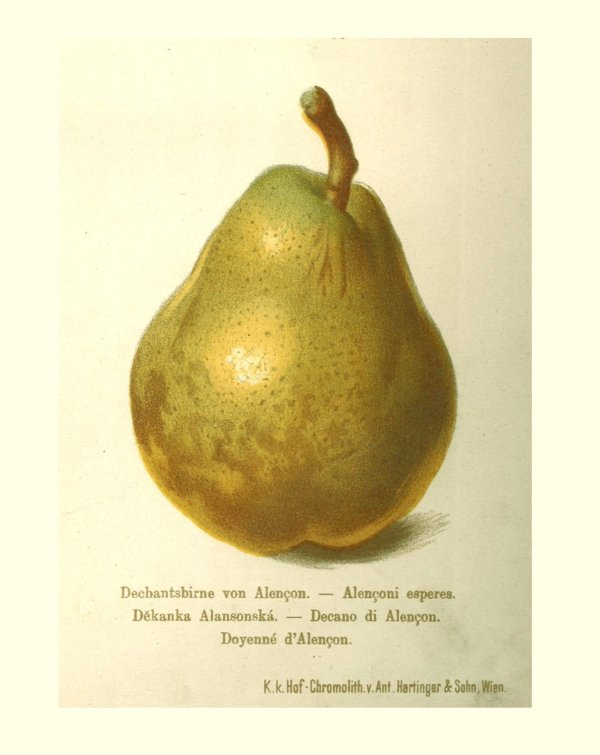

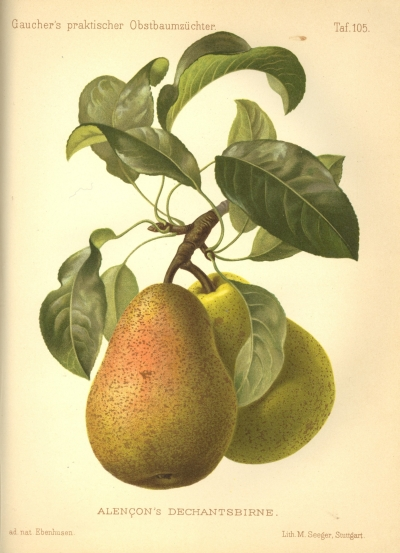

Die Dechantsbirne aus Alençon, auch Doyenné d'Alençon, ist eine in Deutschland seltene alte Tafelbirnensorte für warme Standorte.
Die süßsäuerlich-würzig schmeckende Frucht wird in Deutschland hauptsächlich am Spalier angebaut und ist nach Lagerung von Dezember bis Februar genussreif.

## Geschichte
Zufallsaussaat aus Cuissai in der Nähe von Alençon, Frankreich vor 1800, eventuell bereits seit 1628 vorhanden.

## Weitere Synonyme
- Doyenné d'hiver nouveau.
- Doyenné gris d'hiver nouveau.
- Doyenné marbré.
- Saint Michel d'hiver[1]